# Bart van den Brink
Bart van den Brink (Amersfoort, 23 oktober 1978) is een Nederlands voormalig politicus.

## Biografie
Van den Brink stond als nummer 22 op de kandidatenlijst van het CDA voor de Tweede Kamerverkiezingen van 2021. Hij is opgeleid tot bestuurskundige en was van 2003 tot 2006 werkzaam bij de gemeente Roermond. Sinds 2006 werkt hij in Den Haag, waar hij eerst werkzaam was als persoonlijk medewerker van CDA-Tweede Kamerlid Ger Koopmans, en daarna tussen 2008 en 2011 politiek adviseur van staatssecretaris en later minister Marja van Bijsterveldt. Hierna werd hij hoofd voorlichting van de CDA-Tweede Kamerfractie, wat hij bleef tot hij in 2017 politiek adviseur werd van minister Hugo de Jonge. Vanaf april 2022 werkte hij weer bij het CDA in de Tweede Kamer, waar hij vanaf 10 mei 2023 Tweede Kamerlid was, als opvolger van Agnes Mulder. Voor de Tweede Kamerverkiezingen 2023 is Van den Brink campagneleider en verkiesbaar op de zevende plek. Op 5 december 2023 nam hij afscheid van de Tweede Kamer.

## Persoonlijk
Van den Brink woont met zijn vrouw en drie kinderen in Amersfoort. Hij kerkt bij de PKN.